# Serie A2 1986-1987 (pallavolo femminile)
La Serie A2 femminile FIPAV 1986-87 fu la 10ª edizione della manifestazione organizzata dalla FIPAV.
Delle 24 partecipanti, Reca Reggio Emilia, Select San Giuseppe Vesuviano e Sipp Cassano d'Adda provenivano dalla Serie A1, mentre Alisurgel Palermo, Grancasa Legnano, Haswell Roma, Infinas Pordenone, Metronotte Baiengas Ascoli Piceno, Paul&Shark Varese e Volley 2000 Spezzano Fiorano erano le neopromosse dalla Serie B.  La Pallavolo Casalmaggiore si ritirò prima dell'inizio del campionato.

## Classifiche
| Pos. | Squadra                       | Pt | G  |
| ---- | ----------------------------- | -- | -- |
| 1.   | Telcom Sesto San Giovanni     | 36 | 20 |
| 2.   | Cassa Rurale Faenza           | 34 | 20 |
| 3.   | Paul&Shark Varese             | 28 | 20 |
| 4.   | Arbor Reggio Emilia Pallavolo | 28 | 20 |
| 5.   | Infinas Pordenone             | 26 | 20 |
| 6.   | Portobello Road Genova        | 18 | 20 |
| 7.   | Volley 2000 Spezzano Fiorano  | 18 | 20 |
| 8.   | Grancasa Legnano              | 16 | 20 |
| 9.   | Sipp Cassano d'Adda           | 10 | 20 |
| 10.  | CUS Padova                    | 4  | 20 |
| 11.  | Multitecnica Torino           | 2  | 20 |
| 12.  | Pallavolo Casalmaggiore       | -  | 0  |

| Pos. | Squadra                           | Pt | G  |
| ---- | --------------------------------- | -- | -- |
| 1.   | Italsomac Gallico Reggio Calabria | 36 | 22 |
| 2.   | Mark Leasing Jesi                 | 34 | 22 |
| 3.   | Haswell Roma                      | 24 | 22 |
| 4.   | Passalacqua Giarratana            | 24 | 22 |
| 5.   | Libertas Matera                   | 28 | 22 |
| 6.   | Metronotte Baiengas Ascoli Piceno | 24 | 22 |
| 7.   | Alisurgel Palermo                 | 20 | 22 |
| 8.   | Libertas Caltagirone              | 16 | 22 |
| 9.   | Giampaoli Ancona                  | 14 | 22 |
| 10.  | Nike San Cataldo                  | 10 | 22 |
| 11.  | Molise Dati Campobasso            | 8  | 22 |
| 12.  | Select San Giuseppe Vesuviano     | 4  | 22 |

| Promosse in Serie A1 e ammesse ai play-off scudetto | Promossa dopo spareggi | Retrocesse in Serie B | Retrocessa dopo spareggi |